# Garry Tonon
Garry Lee Tonon (Nova Jersey, 12 de setembro de 1991) é um lutador americano de grappling de submissão e artes marciais mistas. Ele é cinco vezes campeão do Eddie Bravo Invitational e conquistou títulos no campeonato de wrestling de submissão da ADCC, além de campeonatos mundiais e pan-americanos da IBJJF.
Ele é conhecido pelo uso de chaves de perna em lutas de grappling apenas por submissão e foi membro da Danaher Death Squad, uma equipe de grappling liderada por John Danaher na Renzo Gracie Academy.
Embora ainda mantenha uma rotina consistente de treinamento em grappling de submissão, desde sua estreia no início de 2018, Tonon tem se concentrado principalmente em treinar e competir em artes marciais mistas profissionais.
Tonon tem experiência em luta livre estilo folclórico, possui faixa-preta em jiu-jitsu brasileiro sob Tom DeBlass e Ricardo Almeida, e é o instrutor principal da Garry Tonon Jiu Jitsu em East Brunswick, Nova Jersey.

## Início da vida
Quando criança, Tonon foi diagnosticado com TDAH por sua mãe, funcionária de uma organização sem fins lucrativos para crianças com necessidades especiais. Tonon teve sua primeira introdução ao grappling ao ingressar na equipe de luta livre de sua escola na 5ª série. Ele continuou a praticar luta livre por vários anos, até o primeiro ano do ensino médio. Tonon credita a luta livre e as artes marciais por ajudá-lo a lidar com o TDAH, atribuindo parcialmente seu estilo particular de grappling ao transtorno. Ele frequentou a Lacey Township High School em Lacey Township, Nova Jersey, onde se formou em 2009.
Aos 14 anos, um amigo levou Tonon a um torneio local de jiu-jitsu, o que despertou seu interesse. Ele começou a treinar na academia de jiu-jitsu de seu amigo, mas perdeu o interesse após alguns meses devido ao foco da escola em artes marciais mistas, em vez de jiu-jitsu. Pouco depois de deixar essa escola, Tonon encontrou um anúncio da academia de Tom DeBlass, Ocean County Brazilian Jiu-Jitsu, e decidiu continuar seu treinamento lá. Enquanto ainda estava no ensino médio, Tonon frequentava consistentemente duas aulas por dia na academia de DeBlass. Notando o interesse de Tonon pelo esporte, DeBlass começou a levá-lo à academia de Ricardo Almeida para treinamento adicional.

## Carreira no grappling
Em 2008, após cerca de um ano de treinamento consistente de jiu-jitsu com DeBlass e Almeida, Tonon conquistou seu primeiro título no Campeonato Mundial de Jiu-Jitsu da IBJJF na divisão juvenil de faixa-azul. Após se formar no ensino médio em 2009, Tonon começou a cursar ciências do exercício na Universidade Rutgers. Enquanto estudava na Rutgers, Tonon manteve uma rotina rigorosa de treinamento e continuou a competir em competições locais e internacionais, inicialmente focando em competições com quimono pelos primeiros cinco anos de treinamento, mas posteriormente buscando instrução mais especializada sem quimono com John Danaher. Ele recebeu sua faixa-preta de Tom DeBlass e Ricardo Almeida em setembro de 2013. Um mês depois, Tonon competiu pela primeira vez no Campeonato Mundial de Wrestling de Submissão da ADCC em Pequim, China, onde enfrentou Kron Gracie, Marcus Almeida, Roberto "Cyborg" Abreu e Satoru Kitaoka.
De 2013 a 2017, Tonon competiu em várias competições de jiu-jitsu como faixa-preta, incluindo os campeonatos IBJJF Mundial e Pan-Americano, Eddie Bravo Invitational, Metamoris, Grapplers Quest, North American Grappling Association (NAGA), Kasai Grappling, Polaris Pro Grappling, Campeonato Mundial de Wrestling de Submissão da ADCC, entre outros. Suas vitórias mais notáveis incluem lutas contra AJ Agazarm, João Miyao, Dillon Danis, Ralek Gracie, e Vinny Magalhães.
Tonon foi escalado para competir contra Tye Ruotolo no ONE 157 em 20 de maio de 2022, em uma luta de grappling de submissão. Tonon foi finalizado com um estrangulamento D'arce e perdeu a luta.
Como ex-medalhista, Tonon foi convidado a competir no Campeonato Mundial da ADCC de 2022. Antes do evento, Tonon decidiu descer para a divisão até 66 kg. Ele perdeu por pontos para Sam McNally na rodada inicial e foi eliminado do torneio.
Tonon foi convidado a competir na divisão até 77 kg no Campeonato Mundial da ADCC de 2024. Ele foi finalizado por Mateusz Szczecinski na rodada inicial.

## Histórico MMA
| Cartel no MMA   |            |           |
| 10 lutas        | 9 vitórias | 1 derrota |
| Por nocaute     | 2          | 1         |
| Por finalização | 6          | 0         |
| Por decisão     | 1          | 0         |

| Res.    | Cartel | Oponente          | Método                                | Evento                      | Data                  | Round | Tempo | Local                  | Notas                                               |
| ------- | ------ | ----------------- | ------------------------------------- | --------------------------- | --------------------- | ----- | ----- | ---------------------- | --------------------------------------------------- |
| Vitória | 9–1    | Martin Nguyen     | Finalização (mata-leão)               | ONE 165                     | 2024 de janeiro de 28 | 1     | 4:41  | Tóquio, Japão          | Performance da Noite.                               |
| Vitória | 8–1    | Shamil Gasanov    | Finalização (chave de joelho)         | ONE Fight Night 12          | 2023 de julho de 15   | 2     | 2:26  | Banguecoque, Tailândia | Performance da Noite.                               |
| Vitória | 7–1    | Johnny Nuñez      | Finalização (kimura)                  | ONE Fight Night 6           | 2023 de janeiro de 14 | 1     | 1:53  | Banguecoque, Tailândia |                                                     |
| Derrota | 6–1    | Thanh Le          | Nocaute (socos)                       | ONE: Lights Out             | 2022 de março de 11   | 1     | 0:56  | Kallang, Singapura     | elo cinturão peso-pena do ONE Championship (70,3kg) |
| Vitória | 6–0    | Koyomi Matsushima | Decisão (unânime)                     | 2020 ONE: Big Bang          | 2020 de dezembro de 4 | 3     | 5:00  | Kallang, Singapura     |                                                     |
| Vitória | 5–0    | Yoshiki Nakahara  | Finalização (chave de calcanhar)      | 2019 ONE: Enter the Dragon  | 2019 de maio de 17    | 1     | 0:55  | Kallang, Singapura     |                                                     |
| Vitória | 4–0    | Anthony Engelen   | Nocaute técnico (socos)               | 2019 ONE: A New Era         | 2019 de março de 31   | 1     | 4:12  | Tóquio, Japão          |                                                     |
| Vitória | 3–0    | Lee Sung-jong     | Finalização (guilhotina)              | 2018 ONE: Heart of the Lion | 2018 de novembro de 9 | 2     | 2:04  | Kallang, Singapura     | Estreia no peso-leve.                               |
| Vitória | 2–0    | Rahul Raju        | Finalização (mata-leão)               | 2018 in ONE: Reign of Kings | 2018 de julho de 27   | 3     | 3:27  | Pasay, Filipinas       |                                                     |
| Vitória | 1–0    | Richard Corminal  | Nocaute técnico (socos e cotoveladas) | 2018 in ONE: Iron Will      | 2018 de março de 24   | 2     | 3:40  | Banguecoque, Tailândia | Estreia no peso-meio-médio.                         |

## Histórico no submission grappling
| Cartel no MMA       |             |             |
| 96 lutas            | 71 vitórias | 23 derrotas |
| Por finalização     | 53          | 12          |
| Por decisão         | 17          | 11          |
| Por desqualificação | 1           | 0           |
| Empates             | 2           | 2           |

| Resultado | Adversário            | Método                               | Evento                   | Categoria | Data                   | Local                |
| --------- | --------------------- | ------------------------------------ | ------------------------ | --------- | ---------------------- | -------------------- |
| Derrota   | Sam McNally           | Pontos (3–0)                         | ADCC 2022                | –66 kg    | 17 de setembro de 2022 | Las Vegas, NV        |
| Derrota   | Tye Ruotolo           | Finalização (estrangulamento D'Arce) | ONE 157                  | –77 kg    | 20 de maio de 2022     | Kallang, Singapura   |
| Vitória   | Dante Leon            | Decisão do árbitro                   | WNO 3                    | Superluta | 1 de agosto de 2020    | Austin, TX           |
| Vitória   | Osvaldo Moizinho      | Finalização (chave de calcanhar)     | F2W 145                  | Superluta | 26 de junho de 2020    | Dallas, TX           |
| Vitória   | Davi Ramos            | Decisão do árbitro                   | F2W Pro 132              | Superluta | 23 de novembro de 2019 | Honolulu, HI         |
| Derrota   | Gordon Ryan           | Finalização (mata-leão)              | ADCC 2019                | Absoluto  | 29 de setembro de 2019 | Anaheim, CA          |
| Vitória   | Edwin Najmi           | Finalização (chave de calcanhar)     | ADCC 2019                | Absoluto  | 29 de setembro de 2019 | Anaheim, CA          |
| Vitória   | Dante Leon            | Finalização (chave de calcanhar)     | ADCC 2019                | -77 kg    | 28 de setembro de 2019 | Anaheim, CA          |
| Derrota   | JT Torres             | Pontos (2–0)                         | ADCC 2019                | -77 kg    | 28 de setembro de 2019 | Anaheim, CA          |
| Vitória   | Renato Canuto         | Pontos (0–0)                         | ADCC 2019                | -77 kg    | 28 de setembro de 2019 | Anaheim, CA          |
| Vitória   | Mateusz Gamrot        | Finalização (mata-leão)              | ADCC 2019                | -77 kg    | 28 de setembro de 2019 | Anaheim, CA          |
| Derrota   | Gianni Grippo         | Pontos (4–6)                         | Kasai Pro                | -70 kg    | 9 de dezembro de 2017  | Brooklyn, NY         |
| Derrota   | Renato Canuto         | Pontos (0–2)                         | Kasai Pro                | -70 kg    | 9 de dezembro de 2017  | Brooklyn, NY         |
| Vitória   | AJ Agazarm            | Pontos (2–0)                         | Kasai Pro                | -70 kg    | 9 de dezembro de 2017  | Brooklyn, NY         |
| Empate    | Mansher Khera         | Empate                               | Kasai Pro                | -70 kg    | 9 de dezembro de 2017  | Brooklyn, NY         |
| Vitória   | Vagner Rocha          | Finalização (chave de calcanhar)     | EBI 13                   | -155 lbs  | 22 de outubro de 2017  | Los Angeles, CA      |
| Vitória   | Lucas Valente         | Finalização (chave de calcanhar)     | EBI 13                   | -155 lbs  | 22 de outubro de 2017  | Los Angeles, CA      |
| Vitória   | Ross Keeping          | Finalização (chave de braço)         | EBI 13                   | -155 lbs  | 22 de outubro de 2017  | Los Angeles, CA      |
| Vitória   | Chance Braud          | Finalização (chave de calcanhar)     | EBI 13                   | -155 lbs  | 22 de outubro de 2017  | Los Angeles, CA      |
| Derrota   | Vagner Rocha          | Pontos (0–2)                         | ADCC 2017                | -155 lbs  | 24 de setembro de 2017 | Espoo                |
| Derrota   | JT Torres             | Decisão do árbitro                   | ADCC 2017                | -155 lbs  | 24 de setembro de 2017 | Espoo                |
| Vitória   | Marcelo Mafra         | Penalidade                           | ADCC 2017                | -155 lbs  | 23 de setembro de 2017 | Espoo                |
| Vitória   | Felipe Cesar          | Pontos (2–0)                         | ADCC 2017                | -155 lbs  | 23 de setembro de 2017 | Espoo                |
| Vitória   | Dillon Danis          | Decisão dos juízes                   | Polaris 5                | -81 kg    | 19 de agosto de 2017   | Londres              |
| Vitória   | Shinya Aoki           | Finalização (chave de calcanhar)     | ONE 54                   | -81 kg    | 26 de maio de 2017     | Singapura            |
| Vitória   | Justin Rader          | Decisão dos juízes                   | F2W Pro 28               | Superluta | 24 de março de 2017    | Oklahoma City, OK    |
| Vitória   | AJ Agazarm            | Decisão dos juízes                   | F2W Pro 24               | Superluta | 3 de fevereiro de 2017 | Huntington Beach, CA |
| Derrota   | Antônio Carlos Júnior | Finalização (triângulo)              | Submission Underground 3 | Superluta | 29 de janeiro de 2017  | Portland, OR         |
| Vitória   | Kim Terra             | Finalização (guilhotina)             | Studio 540               | Superluta | 17 de dezembro de 2016 | Solana Beach, CA     |
| Vitória   | Vinny Magalhães       | Fuga mais rápida                     | EBI 9                    | -205 lbs  | 7 de novembro de 2016  | Los Angeles, CA      |
| Vitória   | Daniel O'Brien        | Fuga mais rápida                     | EBI 9                    | -205 lbs  | 7 de novembro de 2016  | Los Angeles, CA      |
| Vitória   | Adam Sanchoff         | Finalização (chave de calcanhar)     | EBI 9                    | -205 lbs  | 7 de novembro de 2016  | Los Angeles, CA      |
| Vitória   | JJ Friedrich          | Finalização (chave de calcanhar)     | EBI 9                    | -205 lbs  | 7 de novembro de 2016  | Los Angeles, CA      |
| Vitória   | Gilbert Burns         | Finalização (chave de calcanhar)     | Polaris 4                | Superluta | 29 de outubro de 2016  | Londres              |
| Vitória   | Enrico Cocco          | Finalização (chave de calcanhar)     | Grappling Pro            | -77 kg    | 18 de setembro de 2016 | Naples, FL           |
| Vitória   | DJ Jackson            | Pontos (7–2)                         | Grappling Pro            | -77 kg    | 18 de setembro de 2016 | Naples, FL           |
| Vitória   | Hunter Ewald          | Finalização técnica (lesão)          | Grappling Pro            | -77 kg    | 18 de setembro de 2016 | Naples, FL           |